# ノイズ (2001年の映画)
『ノイズ』（原題：恐怖熱線之大頭怪嬰）は、2001年の香港の映画作品。日本では劇場未公開でDVDが発売された。

## あらすじ
香港のマスコミを題材とした番組を作るために、アメリカのテレビ局のスタッフであるメイビスらは、リスナーからの恐怖体験を紹介するラジオ番組「ホラー・ホットライン」（恐怖熱線）の取材に来ていた。
その夜、クリスという男性から「こどものころに巨大な頭をした八つ目の赤ん坊を見た」という電話が番組にかかってくる。
メイビスは、クリスが通っていた小学校を取材するが、彼女たちには恐怖が待ち受けていた。

## キャスト
| 役名     | 俳優               | 日本語吹替                                                                                         |
| -------- | ------------------ | -------------------------------------------------------------------------------------------------- |
| ベン     | フランシス・ン     | 落合弘治                                                                                           |
| ヘレン   | ニキ・チョウ       | 大坂史子                                                                                           |
| メイビス | ジョシー・ホー     | 相沢恵子                                                                                           |
| サム     | サム・リー         | 竹若拓磨                                                                                           |
| コニー   | ミッシェル・ザング | |
| その他   |                    | 柳沢栄治 田村聖子 髙階俊嗣 堀越省之助 青柳ミエ 高宮武郎 岡田佐知恵 小形満 御園行洋 桜澤凛 蓮池龍三 |